# Jim Crow-törvények

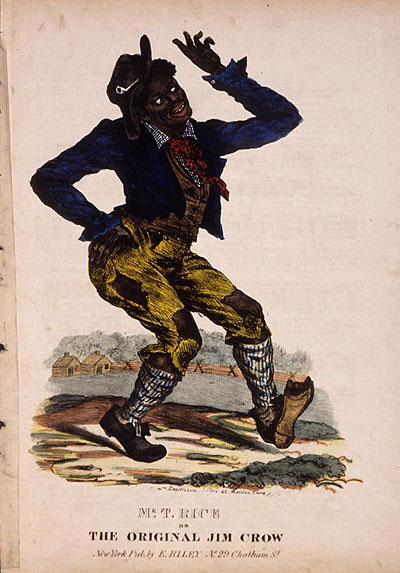
A Jump Jim Crow dal 1832-es borítója. A Jim Crow a fekete emberek gúnyneve volt az időszakban

A Jim Crow-törvények államilag és helyileg létrehozott és érvényben lévő törvények voltak, amelyek az Egyesült Államok déli részében a faji szegregáció alapjaiként szolgáltak. A déli területen kívül is létezett szegregáció, de a 19. század vége felé elkezdték a diszkrimináció betiltását közterületeken és a szavazófülkékben. A 19. század végén és a 20. század elején jöttek létre ezek a déli törvények, a fehér Demokraták által irányított állami törvényhozások által, azzal a céllal, hogy a rekonstrukció idején meggazdagodott és sikereket elérő afroamerikaiakat visszaszorítsák és megfosszák jogaiktól. 1965-ig voltak életben.
A Jim Crow-törvények főként, de nem csak az Amerikai Konföderációs Államok korábbi államaiban voltak érvényben, az 1870-es évektől kezdve. 1896-ban a Plessy vs. Ferguson jogi esetben a Legfelsőbb Bíróság törvényileg megalapozottnak nevezte a szegregációt, abban az esetben, ha a feketéknek és fehéreknek ugyanolyan minőségű ellátást biztosítottak. Délen az államilag támogatott oktatásban a szegregáció életben volt a polgárháború óta.
Ugyan elméletben a szegregáció idején egyenlőnek voltak tekintve a feketék és fehérek, beleértve a közterületi létesítmények minősége, ezek gyakran sokkal kevesebb pénzügyi támogatást kaptak az afroamerikaiak esetében és sokszor rosszabb minőségűek voltak. Esetekben a fekete közösségnek egyáltalán nem voltak létesítmények létrehozva. Egy törvénycsokorként a Jim Crow intézményesítette az Egyesült Államokban élő afroamerikaiak gazdasági, oktatási, politikai és társadalmi alsóbbrendűségét. Miután 1909-ben megalapították a National Association for the Advancement of Colored People-t (NAACP), elkezdtek tüntetéseket szervezni a Jim Crow-törvények ellen.
1954-ben a Brown v. Board of Education ügyben az állami iskolákban történő szegregációt alkotmányellenesnek nevezte a Legfelsőbb Bíróság, Earl Warren bíró vezetése alatt. Sok esetben évekbe telt, mire az államok elfogadták ezt a döntést, de a Warren-bíróság továbbra is a Jim Crow-törvények ellen döntött, például a Heart of Atlanta Motel, Inc. v. United States (1964) ügyben is. Végül törvénytelenné az 1964-es polgárjogi törvény és az 1965-ös szavazatjogi törvény tette.

## Etimológia
A Jim Crow-törvény kifejezést először 1884-ben használták egy cikkben, amelyben egy kongresszusi vitáról írtak. Ezek mellett a New York Times is felhasználta egy cikkük címében a louisianai szegregációról. A kifejezés eredetét gyakran a fekete embereket gúnyoló Jump Jim Crow dalig vezetik vissza, amelyet Thomas D. Rice fehér minstrel színész adott elő feketére festett arccal, először 1828-ban. Rice népszerűségének köszönhetően 1838-ra a Jim Crow egy, a fekete állampolgárok felé pejoratív kifejezés lett. Ennek köszönhetően lett a törvények megnevezése is Jim Crow.

## Történelme

### Első próbálkozások a törvények visszavonásával

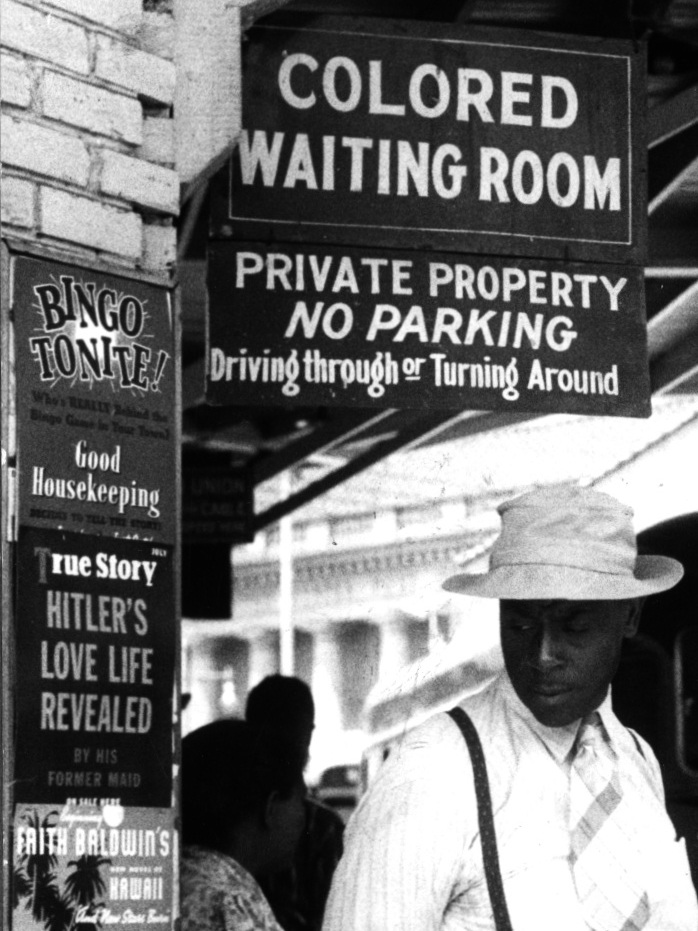
Egy „színes várószoba” tábla Durhamben, 1940-ben

Az 1875-ös polgárjogi törvények, amelyet Charles Sumner és Benjamin F. Butler hoztak létre, azt garantálták, hogy mindenkinek, származástól, bőrszíntől függetlenül ugyanolyan minőségű létesítményekhez volt joga, olyan helyeken mint vendéglőkben, tömegközlekedésen, színházakban és más, hasonló jellegű intézményekben. Gyakorlatban minimális eredménye volt a törvénynek. Egy 1883-as legfelsőbb bírósági ügyben azt a döntést hozták, hogy a JimCrow-törvények részben alkotmányellenesek voltak. Mivel a déli fehér Demokraták egy biztos szavazóbázist jelentettek a Jim Crow-törvények pártján, a Kongresszus nem hagyott jóvá újabb polgárjogi törvényt 1957-ig.
1887-ben W. H. Heard feljelentette a georgiai vasúti társaságot diszkrimináció miatt, azzal az indokkal, hogy külön kocsikat biztosítottak a feketéknek és a fehéreknek. A cég sikeresen fellebbezte az ügyet, azzal a kijelentéssel, hogy ugyan „szegregált, de egyenlő” minőségű szolgáltatást biztosítottak.
1890-ben Louisiana elfogadott egy törvényt, amely kötelezővé tette a külön kocsikat faji megkülönböztetés alapján vasutakon. Ezek az állami jogok megkülönböztették a fehér, a fekete és a színes (afrikai és európai felmenőkkel rendelkező) embereket. Korábban a színes kategóriába eső emberek utazhattak fehérekkel, de a törvény elfogadása után már ez is tiltott volt. New Orleans fehér, fekete és színes lakosainak egy része együtt létrehoztak egy szövetséget, hogy elérjék a törvény visszavonását. Rávették Homer Plessyt, hogy próbára tegye a törvényt. A fehér bőrrel rendelkező férfi, akinek egyik dédnagyszülője volt fekete, 1890-ben tette meg lépéseit a törvény ellen.
Plessy megvett egy első osztályú jegyet New Orleans-ből az East Louisiana Vasúton. Miután felszállt a vonatra az ellenőr tudomására hozta származását és helyet foglalt a csak fehéreknek szánt kocsiban. Felszólították, hogy hagyja el ülőhelyét és üljön át a színesek kocsijába. Plessy ezt elutasította, amelynek következtében azonnal letartóztatták. A szövetség egészen a Legfelsőbb Bíróságig vitte az ügyet, amelyet végül a Plessy v. Ferguson (1896) döntésben vesztettek el. Ezen döntésnek következtében még 58 évig létezett szegregáció az országban.
1908-ban a Kongresszus leszavazta a szegregált villamosok bevezetését a fővárosban.

### Rasszizmus az Egyesült Államokban és a Jim Crow-törvények védelme

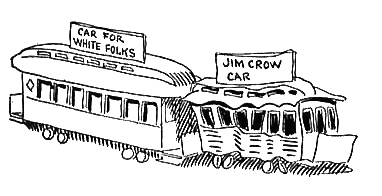
Egy 1904-es karikatúra (John T. McCutcheon) a fehér és a Jim Crow megjelölésű kocsikról. Annak ellenére, hogy a Jim Crow jogi alapja a „szegregált, de egyenlő” elképzelés volt, a fehérek által kapott szolgáltatás sokkal magasabb minőségű volt

A déli fehér embereknek nehezére esett az ingyenes munkaerő leváltása a rabszolgaság vége után és utálták az afroamerikaiakat, akik a Konföderáció polgárháborúban elszenvedett vereségének jelképei voltak: „Azzal, hogy a fehér felsőbbrendűséget megkérdőjelezték délen, nagyon sok fehér megpróbálta megvédeni korábbi státuszát azzal, hogy megfenyegették azon afroamerikaiakat, akik használták új jogaikat.” Arra használták hatalmukat, hogy törvényekkel szegregálják a köztereket és létesítményeket, visszaállítva dominanciájukat a déli államokban.
Az afroamerikaiak kirekesztésének egyik magyarázata az volt, hogy ezzel őket akarták megvédeni. A 20. század elején azt írták, hogy ha engedélyeznék fekete gyerekeknek, hogy fehér iskolákba járjanak, azzal csak őket helyeznék veszélybe és kitennék őket rasszizmusnak. Ez a nézőpont biztosra vette, hogy lenne fekete ellenes érzés a fehérekben, hiszen ebben az időszakban ez széles körben elterjedt volt a területen.
A fehér felsőbbrendűség indoklásai közé tartozott a tudományos rasszizmus és a negatív sztereotípiák. A társadalmi szegregáció, a lakhatástól kezdve a fajok közötti sakkmérkőzések elleni törvényekig, magyarázata az volt, hogy meg akarják akadályozni azt, hogy fekete férfiak fehér nőkkel létesítsenek szexuális kapcsolatot és kihasználták a „Black Buck” erőszakoló sztereotípiát ellenük.

### Második világháború és a háború utáni időszak
1944-ben Frank Murphy először használta a rasszizmus kifejezést a Legfelsőbb Bíróság döntéseinek szövegében, a Korematsu v. United States, 323 U.S. 214 (1944) ügyben. Murphy véleményében azt állította, hogy a második világháború idején a japán-amerikaiak áthelyezése elkezdett belesüllyedni a rasszizmus mélységébe. Murphy aznap kétszer is használta a kifejezést, másodjára a Steele v Louisville & Nashville Railway Co 323 192 (1944) döntésének szövegében. Összességében ötször használta a szót, de miután elhagyta a bíróságot, két évtizedig nem lehetett újra hallani a szót a hivatalos véleményekben, egészen a Loving v. Virginia, 388 U.S. 1 (1967) polgárjogi döntésig.
Többször is bojkottálták és tüntettek a törvények ellen az 1930-as és 1940-es években. A National Association for the Advancement of Colored People (NAACP) több jogi ügyben is részt vett a 20. század elejétől kezdve, hogy megvédjék a fekete szavazókat a déli államokban. Az első korai tüntetések sikeresek voltak, a politikai aktivizmus egyre gyakoribb lett, főleg a második világháborút követően. A fekete veteránoknak nem tetszett, hogy hazájukban semminek tekintik őket, miután életükkel védték az országot világszerte. 1947-ben K. Leroy Irvis vezetett egy tüntetést Pittsburgh-ben az alkalmazottak diszkriminációja ellen a városban. Ez a férfi befolyásos politikai karrierjének kezdete volt.
A második világháború után a fekete emberek egyre erőteljesebben ellenezték a szegregációt, hittek abban, hogy elnyerték a jogot ahhoz, hogy teljes jogú állampolgárnak tekintsék őket. A polgárjogi mozgalom egyre sikeresebb lett, több fontos pontja is volt ebben az időszakban, mint mikor a rendőrség megverte és megvakította Isaac Woodard fekete veteránt, aki katonai öltözékét viselte az eset idején. 1948-ban Harry S. Truman kiadta a Executive Order 9981-et, amellyel véget vetett a faji diszkriminációnak és a szegregációnak a hadseregben. Ugyanebben az évben Silas Herbert Hunt elkezdett egyetemre járni az Arkansasi Egyetemre, lényegében véget vetve a szegregációnak az oktatásban a déli államokban.
Ahogy a polgárjogi mozgalom egyre népszerűbb lett és momentuma nőtt, szövetségi bíróságokon keresztül támadták a Jim Crow-törvényeket.

## A törvények eltávolítása

### Brown v. Board of Education

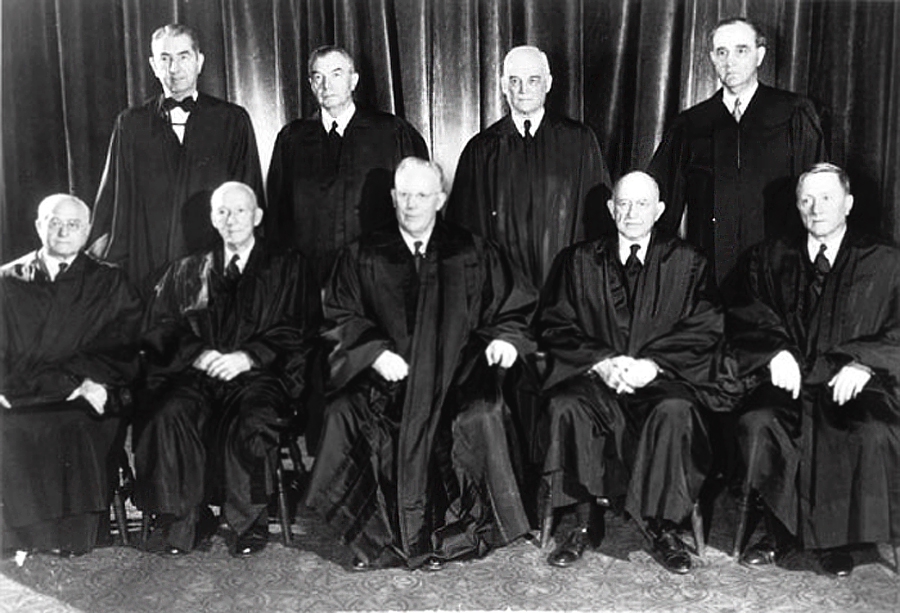
A Warren-bíróság, amelynek nagy szerepe volt a Jim Crow-törvények visszavonásában

A NAACP Legal Defense Committee és annak jogásza, Thurgood Marshall 1954-ben a Legfelsőbb Bíróság elé vitte a Brown v. Board of Education of Topeka, 347 U.S. 483 ügyet. Az Earl Warren által vezetett bíróság 9–0-ás eredménnyel visszavonta az 1896-os Plessy-döntést és azon a véleményen volt, hogy az iskolákban történő szegregáció alkotmányellenes volt.

### Integráció az egyetemi sportokban
Az 1950-es és 1960-as években délen fontosnak tartották, hogy integrálják a feketéket az akkor csak fehérek által játszott egyetemi sportokba. Az Atlanti-parti főcsoportban (ACC) található állami egyetemek játszották a legnagyobb szerepet ennek a bebiztosításában. Először elkezdtek olyan csapatok ellen játszani északról, ahol az integráció már rég megtörtént, majd az ACC-iskolák elkezdték engedélyezni a feketék szereplését saját csapataikban is.

### Bojkottok
1955-ben Rosa Parks nem volt hajlandó feladni ülőhelyét a buszon egy fehér férfinak az alabamai Montgomeryben. Nem ez volt az első alkalom, hogy ez megtörtént, például Parks inspirációja a 15 éves Claudette Colvin volt, de Parks polgári engedetlensége volt az, amelyet kulcsfontosságúnak tekintettek a polgárjogi mozgalom növekedésében. Ezen esemény köré építették fel a Montgomery-buszbojkottot, ami több, mint egy évig tartott és amelynek következtében megszűnt a buszok szegregációja a városban.

### A törvényes szegregáció vége
A törvényes szegregáció végét az 1964-es polgárjogi törvény és az 1965-ös Szavazatjogi törvény jelentette. Több váratlan esemény segítette hozzá a mozgalmat, hogy elérjék ezeket a nagy változásokat az 1954–1965-os időszakban. A Legfelsőbb Bíróság először a Brown v. Board of Education of Topeka ügyben tett lépéseket a Jim Crow-törvények megszüntetésére, mikor kijelentették, hogy az iskolák szegregációja alkotmányellenes volt. Északon és a határállamokban ennek a döntésnek az érvényesítése gyors és hatékony volt, de délen az állami törvényhozások által támogatott Hatalmas Ellenállás mozgalom megállította. A déli liberálisoknak minimális sikere volt ebben az időszakban, mindkét oldal leszólta őket. Ennél sokkal nagyobb szerepe volt a polgárjogi mozgalomnak, főleg a Martin Luther King által irányított Déli Keresztény Vezetők Konferenciájának (SCLC). Hatalmas tüntetéseket rendeztek és felkeltették az országos média figyelmét.

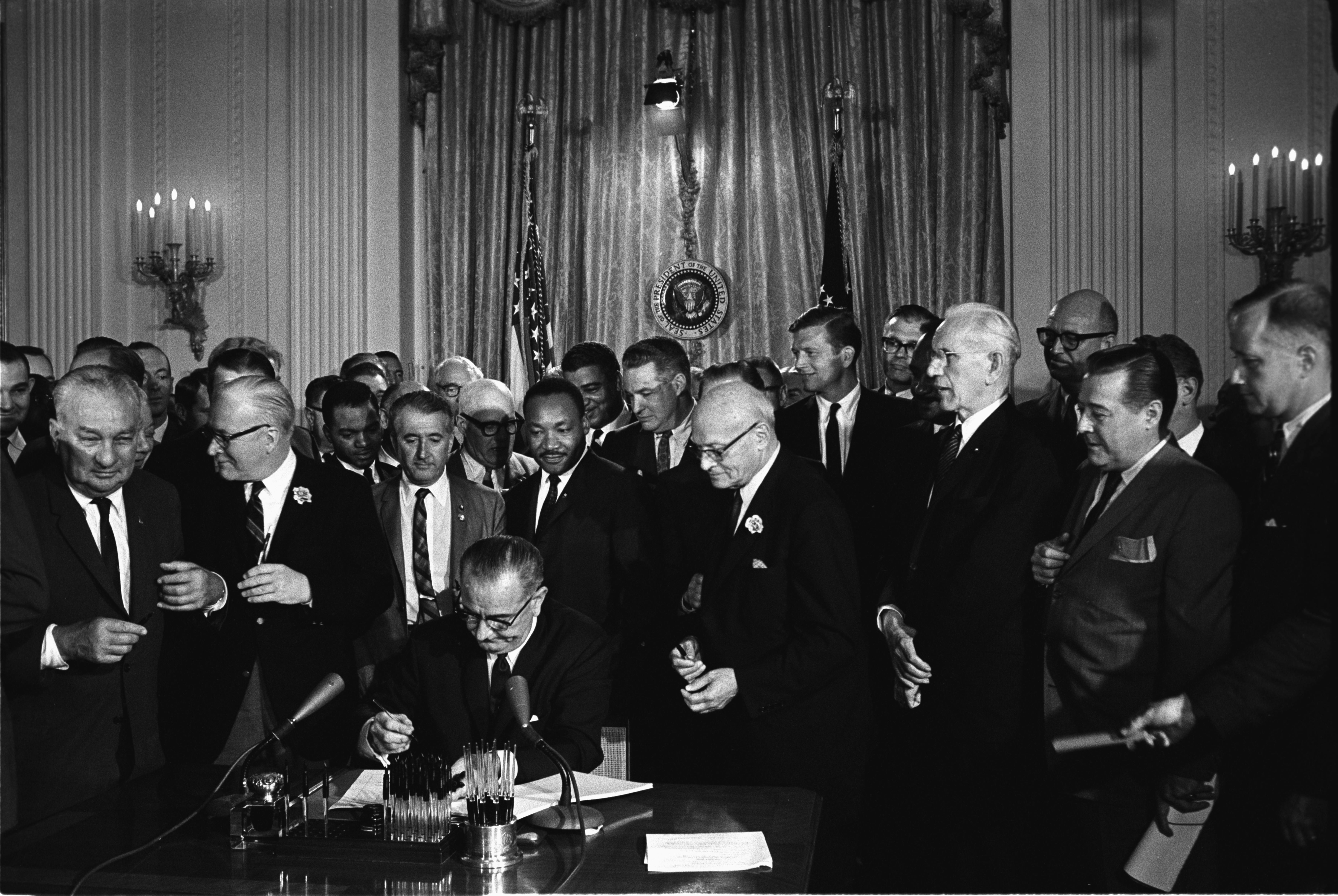
Lyndon B. Johnson elnök aláírja az 1964-es polgárjogi törvényeket

Az SCLC, tanulók és kisebb helyi szervezetek együtt rendeztek tüntetéseket délen. Az országos figyelem főként az alabamai Birminghamre koncentrálódott, ahol tudatosan provokálták Bull Connort és rendőrségét azzal, hogy fiatal tinédzsereket használtak tüntetőkként. Connor 900 embert tartóztatott le egy nap alatt. Másnap Connor rendőrségi kutyákat engedett a tüntetőkre és erőszakkal oszlatta fel a tüntetéseket, amely felháborította az országot. John F. Kennedy elnök, aki az egyik fontos szereplője volt a szegregáció csökkentésének, azzal fenyegetőzött, hogy szövetségi erőkkel fog rendet teremteni a városban. Ennek eredménye az volt, hogy kompromisszumot kötött a két oldal, amelynek értelmében megnyitották a golfpályákat, könyvtárakat és más intézményeket mindkét rassznak.
1963 nyarán több, mint 800 tüntetés történt 200 déli városban és településeken, több, mint 100 ezer résztvevővel és 15 letartóztatással. 1963 júniusában George Wallace, Alabama kormányzója rosszabbá tette a helyzetet, mikor nem volt hajlandó engedélyezni az első két fekete tanuló felvételét az Alabamai Egyetemre. Kennedy erre válaszként a Kongresszusba küldött egy polgárjogi törvénycsomagot és felszólította Robert F. Kennedy főügyészt, hogy indítson szövetségi pereket a déli szegregált iskolák ellen és megtagadta a pénzügyi támogatást a szegregált programoknak. Martin Luther King 1963 augusztusában egy hatalmas tüntetést tartott Washingtonban, több, mint 200 ezer tüntető jelent meg a Lincoln-emlékműnél. Ebben az időszakban ez volt az ország történetének legnagyobb politikai gyűlése. Ezen a ponton a Kennedy-kormány már teljesen a polgárjogi mozgalom mögött állt, de a déli kongresszusi képviselők megakadályozták bármilyen törvény elfogadását.
Kennedy meggyilkolását követően Lyndon B. Johnson felszólította a Kongresszust a törvénycsomag azonnali elfogadására, hogy megemlékezzenek az elhunyt elnökről. Johnson létrehozott egy koalíciót az északi Republikánusokkal, amely elég volt arra, hogy a Képviselőházon átjussanak a polgárjogi törvények, majd Everett Dirksen Republikánus szenátusi vezető segítségével ott is elfogadták, 1964 elején. Először az ország történelmében áttörték a déli obstrukciót és a szenátus 73–27 arányban elfogadta a törvénycsomagot június 19-én.
Az 1964-es polgárjogi törvény minden idők legerősebb törvénycsomagja volt, amely elismerte az egyenjogúságot a két faj között. Biztossá tette, hogy mindenkinek ugyanúgy van joga ugyanazon szolgáltatások kihasználására. Új jogokat adott a Polgárjogi Bizottságnak és engedélyezte a szövetségi támogatások megszüntetését azon esetekben, ha diszkriminációra lehet bizonyítékot találni. Ezek mellett apartmanházakban és olyan cégeknél, amelyeknek legalább 25 munkavállalója volt, törvényellenes volt a faji, vallási és nemi diszkrimináció is. A dél megpróbált ellenállni, de amint Johnson aláírta a törvényt 1964. július 2-án, országszerte elfogadott lett. Voltak természetesen kivételek, mint Lester Maddox étteremtulajdonos esete Georgiában.
1964 januárjában Lyndon Johnson találkozott polgárjogi vezetőkkel. Január 8-án első évértékelő beszédjében felkérte a Kongresszust, hogy „legyen ez a kongresszusi gyűlés az, amelyet azért ismernek, mert többet tett a polgárjogokért, mint az előző száz összesen.” Június 21-én Michael Schwerner, Andrew Goodman és James Chaney polgárjogi dolgozók eltűntek Mississippi állam Neshoba megyéjében, ahol az afroamerikai szavazók regisztrációjában segítettek. A három aktivista eltűnése országos figyelmet keltett és Johnson kihasználta arra, hogy északi és nyugati Demokratákkal és Republikánusokkal koalíciót építsen és elfogadtassa az 1964-es polgárjogi törvényt.
1964. július 2-án Johnson aláírta az 1964-es polgárjogi törvényt, amely törvényellenessé tette a diszkriminációt közterületeken és magánszemélyek tulajdonában lévő szolgáltatásokat biztosító intézményekben és létesítményekben. A Warren-bíróság az 1964-es Heart of Atlanta Motel v. United States 379 US 241 ügyben alkotmányossá nyilvánította törvénycsomagot.
1965-re a szavazók regisztrációjának és oktatásának céljával létrehozott programok ellenére azoknak sikere minimális volt. A Deep South (Alabama, Georgia, Louisiana, Mississippi) régióban a fehér lakosok küzdöttek azért, hogy ezen mozgalmak sikertelenek legyenek. 1964-ben, mikor meggyilkoltak három szavazójogi aktivistát Mississippiben az állam nem volt hajlandó elítélni az elkövetőket és a fekete lakosokat gyakran terrorizálták és erőszakkal kezelték. 1965. március 7-én jött el a fordulópont, mikor az alabamai állami rendőrség megtámadott békés tüntetőket az Edmund Pettus-hídon Selma és Montgomery között. Az elnök és a Kongresszus ezzel rá lett kényszerítve, hogy törvényekkel megtámadják az ellenállást délen.
Az 1965-ös szavazójogi törvény véget vetett a létrehozott szavazói akadályoknak, amelyeket délen létrehoztak a feketék elnyomására. Évekbe telt, mire sikerült visszaszorítani és hatékonyan elnyomni az ellenállást, hogy mindenki szavazhasson a számukra szimpatikus jelöltre.
2013-ban a Roberts-bíróság a Shelby County v. Holder ügyben eltávolította azt az elvárást, hogy a déli államoknak engedélyt kellett kérniük a szövetségi államtól, hogy megváltoztassák szavazói szabályzataikat. Több államban azonnal változások történtek, hogy visszaszorítsák a kisebbségek hozzáférését a szavazáshoz.

## Utóélete

### Afroamerikaiak élete

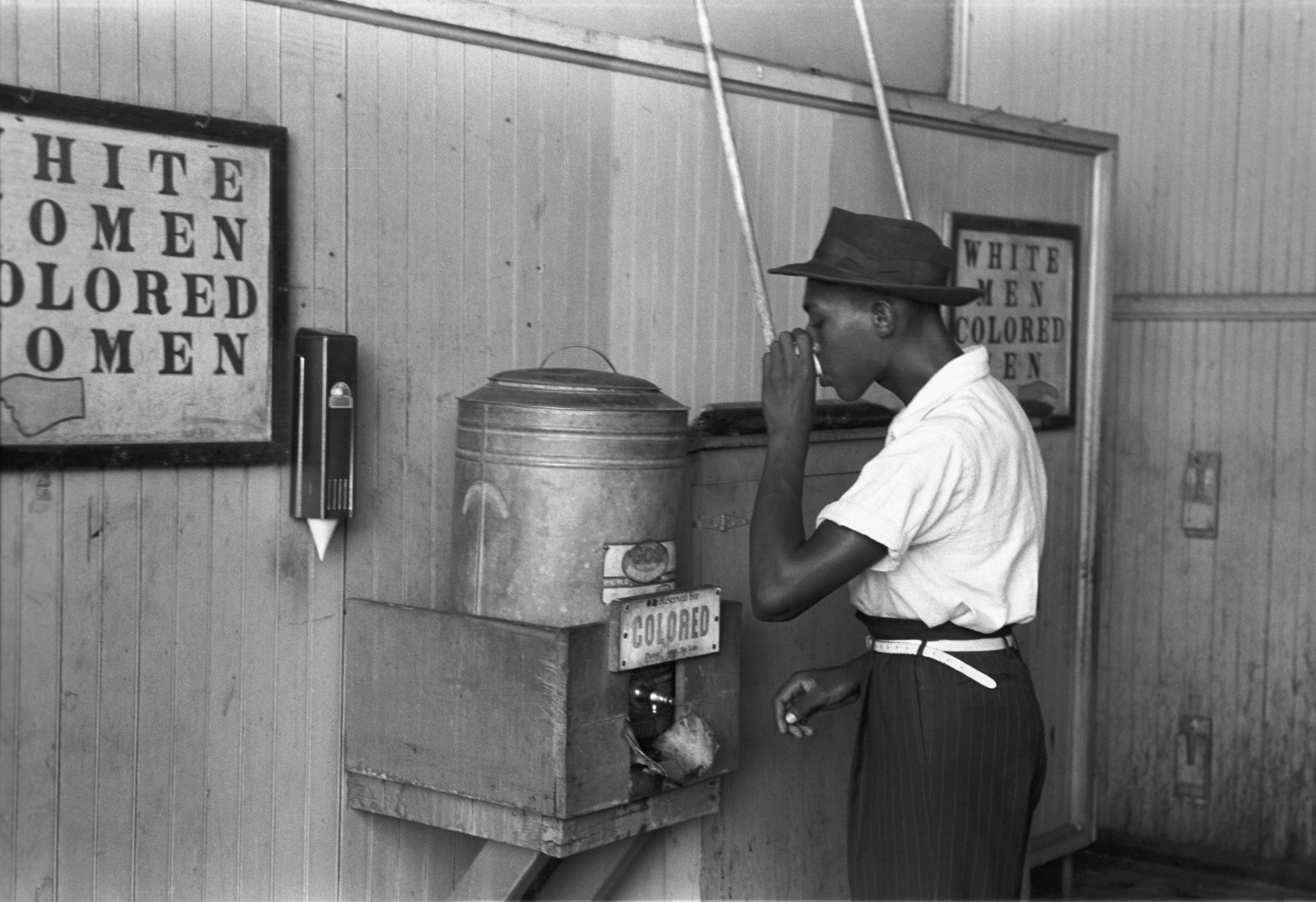
Egy fekete férfi iszik egy „színes” feliratú ivókútból 1939-ben, Oklahoma Cityben

A Jim Crow-törvények és a gyakori lincselések a délen nagy szerepet játszottak a Nagy Migráció létrejöttében, mikor sok fekete ember északra és nyugatra költözött a 20. század első felében, mivel lehetőségeik szülőállamaikban nagyon minimálisak voltak.
Ebben az időszakban az afroamerikai sportolók ellen is nagy volt a diszkrimináció, gyakran nem is szerepelhettek szervezett sporteseményeken. Ennek ellenére Jack Johnson és Joe Louis ökölvívók, (akik mindketten nehézsúlyú világbajnokok lettek) illetve Jesse Owens atléta (aki az 1936-os olimpián négy aranyérmet nyert el) is nagy sikereket értek el az időszakban. Az 1880-as években létrehozott „színvonal” lényegében eltiltotta a fekete embereket attól, hogy szerepelhessenek a legnagyobb országos baseball-ligákban és helyettük létrehozták az úgynevezett „Negro-ligákat.” Az első nagy áttörés 1947-ben történt, mikor Jackie Robinsont felvették, hogy a Major League Baseball bajnokságban játsszon, ezzel megtörve a szegregációt a sportban. Az elkövetkező években több baseball-csapat is elkezdett feketéket integrálni a kereteikbe, az 1960-as évekre teljes jogú részesei voltak a ligának.

### Fajok közötti házasság
Ugyan általában a Jim Crow-törvények részének tekintik, a fajok közötti házasság a legtöbb államban törvényellenes volt. 1964-ben a polgárjogi törvény nem tette alkotmányellenessé a tiltást, de három évvel később a Loving v. Virginia ügyben a Legfelsőbb Bíróság (a Warren-bíróság) már meghozta ezt a döntést. Earl Warren bíró azt írta, hogy „a szabadságunk, hogy megházasodjunk vagy ne házasodjunk meg egy másik fajhoz tartozó személlyel, az az egyén döntése és valami, amelybe az állam nem szólhat bele.”

### Nemzetközi következmények
Náci Németország kormánya a Jim Crow-törvények alapján, vagy azok által inspirálva hozta létre a nürnbergi törvényeket.